# Lophozia subalpina
Lophozia subalpina là một loài rêu tản trong họ Jungermanniaceae. Loài này được (R.M. Schust.) R.M. Schust. mô tả khoa học lần đầu tiên năm 2002.